# Nottinghamshire
Il Nottinghamshire (pronuncia [ˈnɒtɪŋəmʃər] o [ˈnɒtɪŋəmʃɪər]) è una contea dell'Inghilterra nella regione delle Midlands Orientali. È abbreviato Notts.

## Geografia fisica
La contea confina a nord-ovest con il South Yorkshire, a nord ed a est con il Lincolnshire, a sud-est ed a sud con il Leicestershire ed a ovest con il Derbyshire. Il territorio è prevalentemente pianeggiante e lievemente ondulato nella parte centro-occidentale dove vi sono gli ultimi lembi di quella che fu la Foresta di Sherwood. È drenato dal fiume Trent, e dai suoi affluenti di sinistra, che segna in parte il confine nord-orientale spingendosi a nord verso l'immissione nello Humber.
Il sottosuolo ha ingenti giacimenti di carbone la cui estrazione è stata quasi totalmente dismessa. Storicamente il capoluogo di contea è Nottingham, posta a sud-est, anche se gli edifici del consiglio di contea recentemente sono stati decentralizzati nel sobborgo di West Bridgford. Altri centri importanti del settore sud-orientale sono: Ruddington, Beeston, Stapleford, Arnold, Hucknall, Kirby in Ashfield, Sutton in Ashfield e Mansfield. Nell'est sulle rive del fiume Trent sorge Newark-on-Trent ed a nord Worksop.

## Geografia antropica

### Suddivisioni amministrative
La contea è divisa nei seguenti distretti: Rushcliffe, Broxtowe, Ashfield, Gedling, Newark and Sherwood, Mansfield e Bassetlaw.
Nottingham è una unitary authority dal 1998 pur continuando a far parte della contea.

#### Suddivisioni
|  | 1. Rushcliffe 2. Broxtowe 3. Ashfield 4. Gedling 5. Newark and Sherwood 6. Mansfield 7. Bassetlaw 8. Nottingham (autorità unitaria) |

## Monumenti e luoghi d'interesse

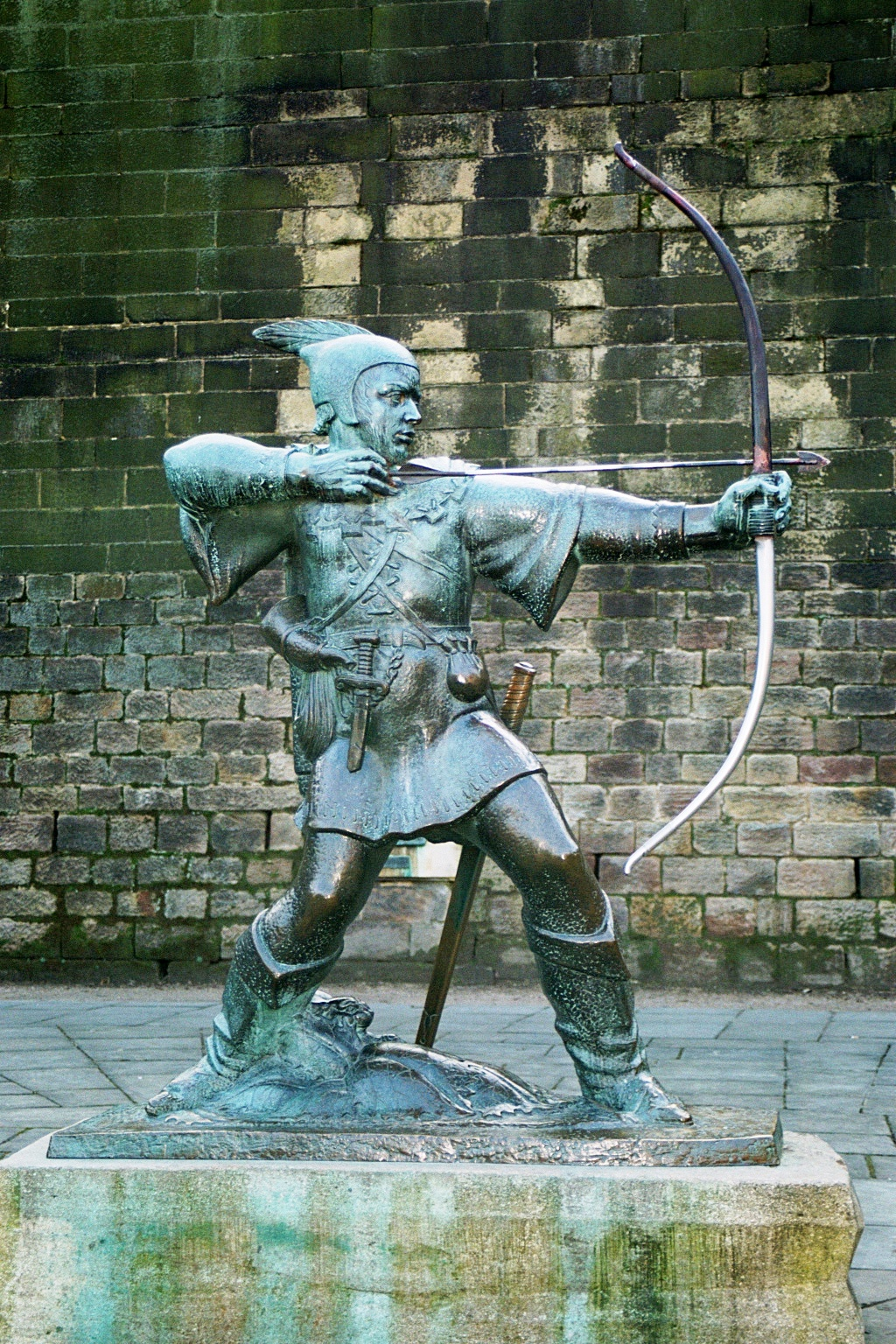
Statua di Robin Hood ai piedi del castello di Nottingham

- Abbazia di Rufford, nella Foresta di Sherwood.
- Clumber Park, parco di 15 km².
- Creswell Crags, gola con resti archeologici al confine con il Derbyshire.
- Foresta di Sherwood
- Grotte di Nottingham
- Castello di Nottingham
- Wollaton Hall
- Newstead Abbey, ex-abbazia e poi residenza della famiglia Byron, situata nel villaggio di Newstead[1][2][3]
- Southwell Minster, imponente cattedrale a Southwell, non lontana da Newark-on-Trent.
- Ye Olde Trip To Jerusalem, pub di Nottingham, reputato essere il più vecchio dell'Inghilterra.

## Amministrazione

### Gemellaggi
- Poznań, dal 1994